# 挤果树参
挤果树参（学名：Dendropanax confertus）是五加科树参属的植物，为中国的特有植物。分布于中国大陆的广东、广西等地，生长于海拔500米至1,100米的地区，一般生于山谷林下，目前尚未由人工引种栽培。

## 别名
密花木五加（广西植物名录）